# Енен Бомон
Енен Бомон (фр. Hénin-Beaumont) град је у Француској, у департману Па де Кале.
По подацима из 1999. године број становника у месту је био 25.178.

## Демографија
| 1962.  | 1968.  | 1975.  | 1982.  | 1990.  | 1999.  | 2011.  |
| ------ | ------ | ------ | ------ | ------ | ------ | ------ |
| 25.527 | 25.067 | 26.405 | 26.037 | 26.257 | 25.178 | 26.868 |

## Партнерски градови
- Вејкфилд
- Коњин
- Ролинг Медоус
- Херне